# Goran Đorović
Goran Đorović (serbisch-kyrillisch Горан Ђоровић; * 11. November 1971 in Priština, SFR Jugoslawien) ist ein ehemaliger serbischer Fußballspieler und aktueller Trainer der serbischen U-21-Fussballnationalmannschaft.

## Spielerkarriere
Anfangs spielte Đorović für seinen Heimatclub FK Priština und wechselte 1993 zu FK Roter Stern Belgrad. Er wurde dort in 100 Ligaspielen eingesetzt und wechselte kurz vor seinem 26. Geburtstag zum spanischen Erstligisten Celta Vigo. In der Saison 1998/99 spielte er gemeinsam mit seinem Bruder Zoran Đorović in Vigo. Nach seinem Debüt am 31. August 1997, einem 2:1-Sieg gegen Real Saragossa, kam er in 126 Spielen zum Einsatz.
Nachdem ein erster Versuch, ihn zum Wechsel zu bewegen, erfolglos war, verpflichtete ihn Javier Irureta, der Manager von Deportivo La Coruña 2001. Đorović' Karriere bei Depor wurde jedoch von ständigen Verletzungen begleitet. Zur Spielzeit 2003/04 wurde Đorović gemeinsam mit Dani Mallo, Roberto Acuña und José Manuel zum FC Elche in die Segunda División verliehen. Nach seiner Rückkehr beendete er seine Karriere.
Mit der jugoslawischen Nationalmannschaft nahm Đorović als Stammspieler an der Weltmeisterschaft 1998 in Frankreich teil, als er beim Erreichen des Achtelfinals (1:2 gegen die Niederlande) alle vier Turnierspiele bestritt. Zwei Jahre später gehörte er auch bei der Europameisterschaft in Belgien und den Niederlanden zum Aufgebot.

## Trainerkarriere
Seit 2017 ist Đorović Trainer der serbischen U21-Fußballnationalmannschaft der Herren und führte sie erfolgreich durch die Qualifikation zur EM 2019 in Italien und San Marino, wo er mit seinem Team bereits in der Gruppenphase ausschied.